# McLaren GTS

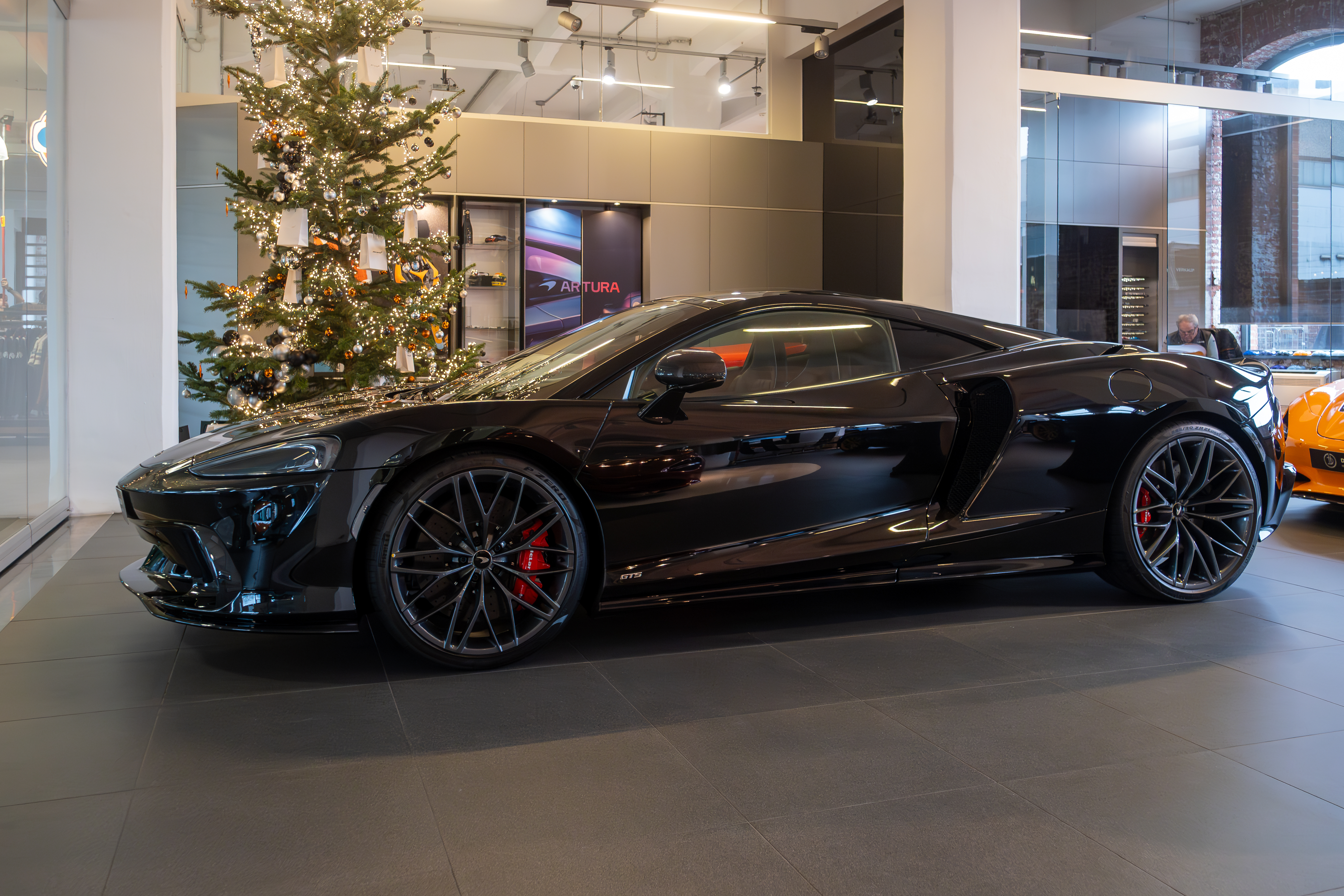
Seitenansicht

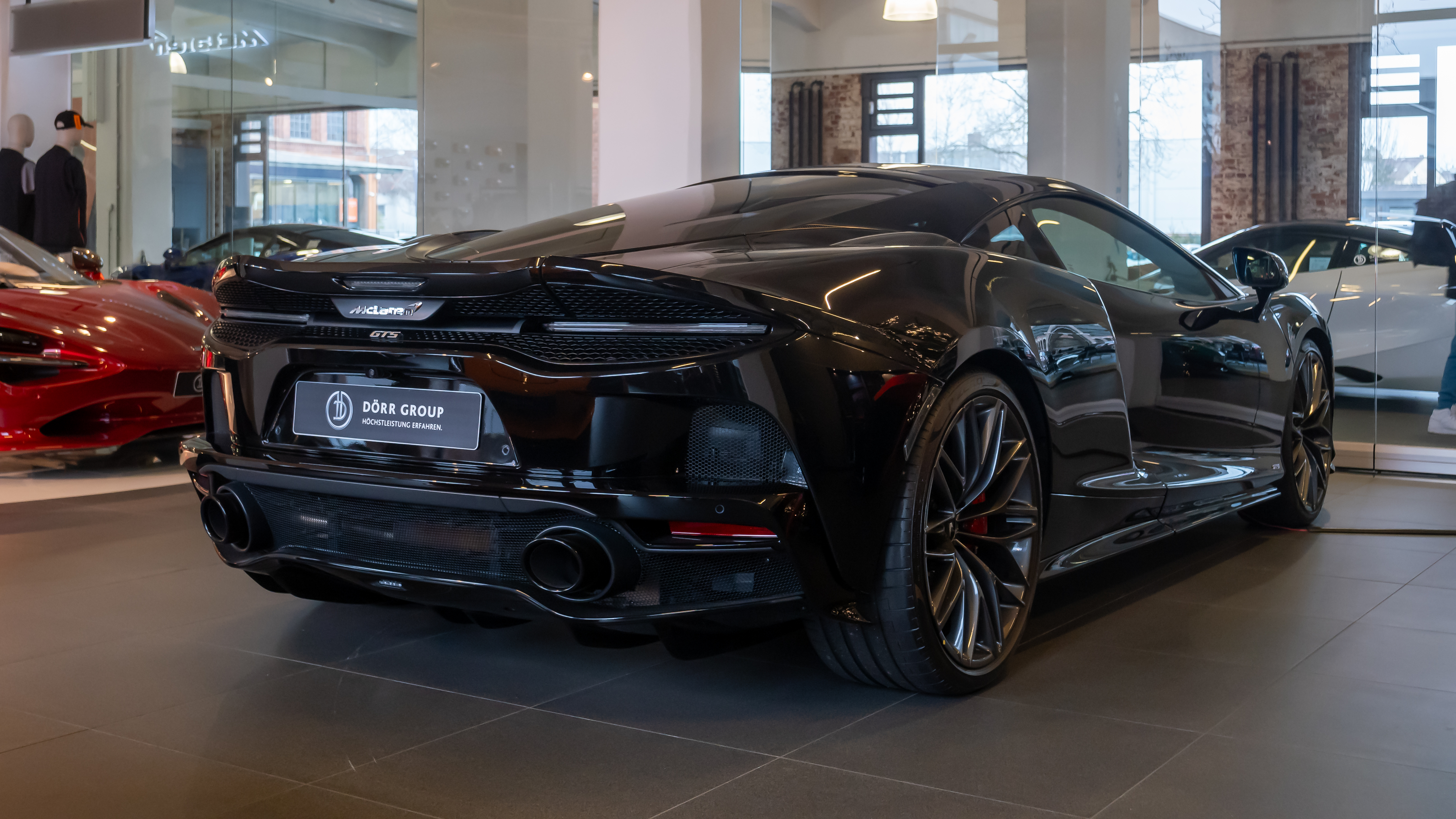
Heckansicht

Der McLaren GTS ist ein Sportwagen des britischen Herstellers McLaren Automotive.

## Geschichte
Der GTS ist eine Weiterentwicklung des zwischen 2019 und 2023 gebauten McLaren GT und wurde am 19. Dezember 2023 vorgestellt. Der Wagen ist das derzeit alltagstauglichste Modell des Herstellers, was beispielsweise durch einen Selbsteinzug der elektrischen Heckklappe oder eine elektrisch anhebbare Front unterstrichen wird. Die beiden Kofferräume (vorne 150 Liter, hinten 420 Liter) sind gleich groß wie beim GT. Die Bodenfreiheit kann verstellt werden und wird mit 11 bis 13 Zentimetern angegeben.

## Technik
Der Vierliter-V8-Ottomotor mit Biturboaufladung ist bereits aus anderen McLaren-Modellen bekannt. Gegenüber dem GT stieg die maximale Leistung um 11 kW (15 PS) auf 467 kW (635 PS); das Drehmoment wird weiterhin mit 630 Nm angegeben. Durch erhöhten Einsatz von CFK im Dach- und Heckbereich sank das Gewicht um 10 kg. Insgesamt ergeben sich gegenüber dem Vorgängermodell geringfügig verbesserte Fahrleistungen.

### Technische Daten
|                                             | GTS                                                       |
| Bauzeitraum                                 | seit 12/2023                                              |
| Motorkenndaten                              |                                                           |
| Motortyp                                    | V8-Ottomotor                                              |
| Motoraufladung                              | Biturbo                                                   |
| Einbaulage                                  | Hinten mittig längs                                       |
| Hubraum                                     | 3994 cm³                                                  |
| max. Leistung bei min−1                     | 467 kW (635 PS) / 7500                                    |
| max. Drehmoment bei min−1                   | 630 Nm / 5500–6500                                        |
| Kraftübertragung                            |                                                           |
| Antrieb                                     | Hinterradantrieb                                          |
| Getriebe                                    | 7-Gang-Doppelkupplungsgetriebe                            |
| Reifen vorne / hinten                       | 225/35 ZR20 / 285/30 ZR21                                 |
| Messwerte                                   |                                                           |
| Höchstgeschwindigkeit                       | 326 km/h                                                  |
| Beschleunigung, 0–100 km/h                  | 3,2 s                                                     |
| Beschleunigung, 0–200 km/h                  | 8,9 s                                                     |
| Leergewicht nach DIN                        | 1520 kg                                                   |
| Kraftstoffverbrauch auf 100 km (kombiniert) | nach NEFZ: 10,8 l Super Plus nach WLTP: 11,9 l Super Plus |
| CO2-Emissionen (kombiniert)                 | nach NEFZ: 245 g/km nach WLTP: 270 g/km                   |